# ナオ (企業)
スタジオナオ（STUDIO NAO）は、株式会社ナオが動画・画像データの処理・変換やダビング・エンコード・デジタイズ等を主業務とするポストプロダクションである。この他、放送業務用テープ等の各種メディア販売、及び撮影機材のレンタルを取扱っている。

## 沿革
- 1986年　東京都港区東麻布に映像制作事業を中心に資本金350万円で発足。
- 1987年　本社を東京都港区南青山に移転。U-matic撮影機材を導入。
- 1988年　資本金500万円に増資。放送業務用ビデオテープの販売、ダビング業務を開始。
- 1989年　資本金710万円に増資。渋谷区恵比寿にU-maticアナログビデオ編集スタジオ開設。
- 1990年　放送番組、ビデオソフトの制作及び製作技術を請負う。
- 1993年　本社を港区赤坂7-7-4に移転。アナログベータカム編集スタジオ3チェーン、MAスタジオ1開設
- 1994年　有限会社ナオ音楽出版を設立。シンガーソングライター村上圭寿CDデビュー。
- 1995年　D2-VTR導入。スタジオ設備を拡充、強化する。
- 1996年　ダビング、方式変換業務が本格化。ワールドワイドの殆どのVTRを揃える。
- 1997年　DVDオーサリング業務、デュプリケート開始。
- 1998年　HDハイビジョンシステムHDCAMを導入。
- 1999年　資本金を3,000万円に増資。
- 2000年　HD-D5、HDCAM、DVCPROHDリニア編集開始。BS番組の技術業務を受注。MAに5.1ch対応DSP導入。
- 2001年　業務用小型カメラのレンタル業務開始。
- 2002年　SONY製MVS-8000をHDリニア編集スタジオ導入、MAに。
- 2003年　ナオ音楽出版をNaoLifeに社名変更。DVDソフトの発売を開始。
- 2004年　株式会社DVCを設立。業務用映像機器の販売を本格化。SONY等業務用機器特約店契約。
- 2005年　Avid製SymphonyNitris、MAにピラミックス設備を3式導入し、ノンリニア化を図る。
- 2006年　Mac ファイナルカット導入。動画ファイルエンコード等IT関連事業からの受注本格化。
- 2007年　HDハイビジョンハイエンドシステムHDCAM-SR導入。MAにスマートコンソール導入。
- 2008年　ブルーレイディスクオーサリング開始。シナリスト+Sonyエンコーダー導入。12studioを改修。HD24ｐや24ｐｓｆ、PALに対応したリニア編集開始。
- 2009年　SonyXDCAM導入。
- 2010年　NHK日本放送協会認定スタジオ、随時使用契約を締結。
- 2012年　映像作品のアーカイブサービスビジネスを本格化。
- 2020年　スタジオ事業（編集・MA・ダビング等）より撤退。業務用メディア及び映像機器類の販売に事業を一本化する。

## 事業内容
TV番組やCM等、各種映像の編集（VTR編集、リニア編集、ノンリニア編集）、MAやダビング等のスタジオ業務、放送業務用テープ他各種メディアの販売、撮影機材のレンタルを行っている。

### 編集
下記のスタジオにおいて、編集作業を行う。
- EED-1スタジオ（オンライン）　Final Cut Pro　Non-Linner
- EED-2スタジオ（オンライン　仕上げ部屋、MA機能有）　データ変換、ラウドネス
- EED-3スタジオ（オフライン　箱貸し可能）　Final Cut Pro　Non-Linner/HDCAMオフライン編集
- EED-11スタジオ（オンライン）　HD-SD Linner
- EED-12スタジオ（オンライン　仕上げ部屋）　HD/SD MULTI FORMAT

### MA
下記のスタジオにおいて、MA作業を行う。
- MA-1スタジオ　HD/SD Digital Audio Workstation
- MA-2スタジオ　HD/SD Digital Audio Workstation

### オーサリング
下記スタジオにおいて、Blu-ray Disc及びDVDのオーサリングを行う。
4スタジオ　BDシナリスト、Encore、DVDマエストロ、DVDスタジオプロを完備する。

### ダビング
業務用・民生用テープからの変換の他、動画データ（Quick Time/AVI/MPEG etc）からテープへの書き出し、PALからNTSCへの変換等を行う。

### 放送業務用テープの販売
HDCAM、HDCAMSR、HDV、DVCAM、DVCPROHD他テープや、XDCAM、LTO、BD、DVD他ディスク等の業務用メディア販売の他、民生用メディア販売を行う。

### 映像機材のレンタル
- HDVカムコーダー　HVR-Z7J/HVR-Z5J/HXR-MC1/HVR-V1J/HVR-A1J/HVR-Z1J
- HDVカメラレコーダー　HDR-HC3/HDR-HC1/HDR-HC7
- 上記以外の映像機器のレンタルを行う。

## 特約店契約先
- SONY
- Panasonic
- Victor
- Maxell

## 関連会社
- 有限会社NaoLife
- Hilo of Paradise
- 株式会社DVC